# Valencogne
Valencogne é uma comuna francesa na região administrativa de Auvérnia-Ródano-Alpes, no departamento de Isère. Estende-se por uma área de 7,55 km². Em 2010 a comuna tinha 711 habitantes (densidade: 94,2 hab./km²).